# Steven Hayes
Steven C. Hayes, född 12 augusti 1948, är en amerikansk klinisk psykolog och  är 
professor vid universitetet i Reno, Nevada. Han är känd för sin analys av mänskligt språk och uppfattningsförmåga (relational frame theory, eller RFT), samt dess tillämpningar på olika psykologiska problem (acceptance and commitment therapy, eller ACT).
Hayes arbeten är något kontroversiella och har på senare tid tagits upp i massmedia (se referenser nedan). Hans populära bok Get Out of Your Mind and Into Your Life (Sluta grubbla börja leva på svenska) blev under en månad den mest säljande självhjälpsboken i USA. Det mest kontroversiella med hans teorier är påståendet att smärta (som han skiljer från lidande) är en oundviklig del av livet och starkt kopplat till normala språkprocesser (snarare än onormala). Detta har gjort att acceptance and commitment therapy ibland har hamnat på kant med huvudfåran i kognitiv beteendeterapi och empirisk klinisk psykologi, trots att ACT egentligen är en form av kognitiv och beteendeterapi.
Hayes grundläggande teorier och praktiker har också anpassats till medvetandehanterande metoder i affärsvärlden för att höja prestationen och de anställdas välbefinnande.
Steven Hayes har varit ordförande för bland annat amerikanske föreningen för kognitiv och beteendeterapi (Association for Behavioral and Cognitive Therapy) och hjälpte till att grunda den amerikanska föreningen för psykologisk vetenskap (Association for Psychological Science). Han har också skrivit närmare 30 böcker och 400 artiklar och listades 1992 av Institute for Scientific Information på trettionde plats bland de psykologer i världen med störst inflytande under 1986-1990 (baserat på citeringar av hans skrifter under den perioden).